# Selahattin Sağan
Selahattin Sağan (ur. 29 maja 1961) – turecki zapaśnik w stylu wolnym. Olimpijczyk z Los Angeles 1984, gdzie odpadł w eliminacjach w kategorii 74 kg. Jedenasty w mistrzostwach Europy w 1988 roku.